# Fly Air

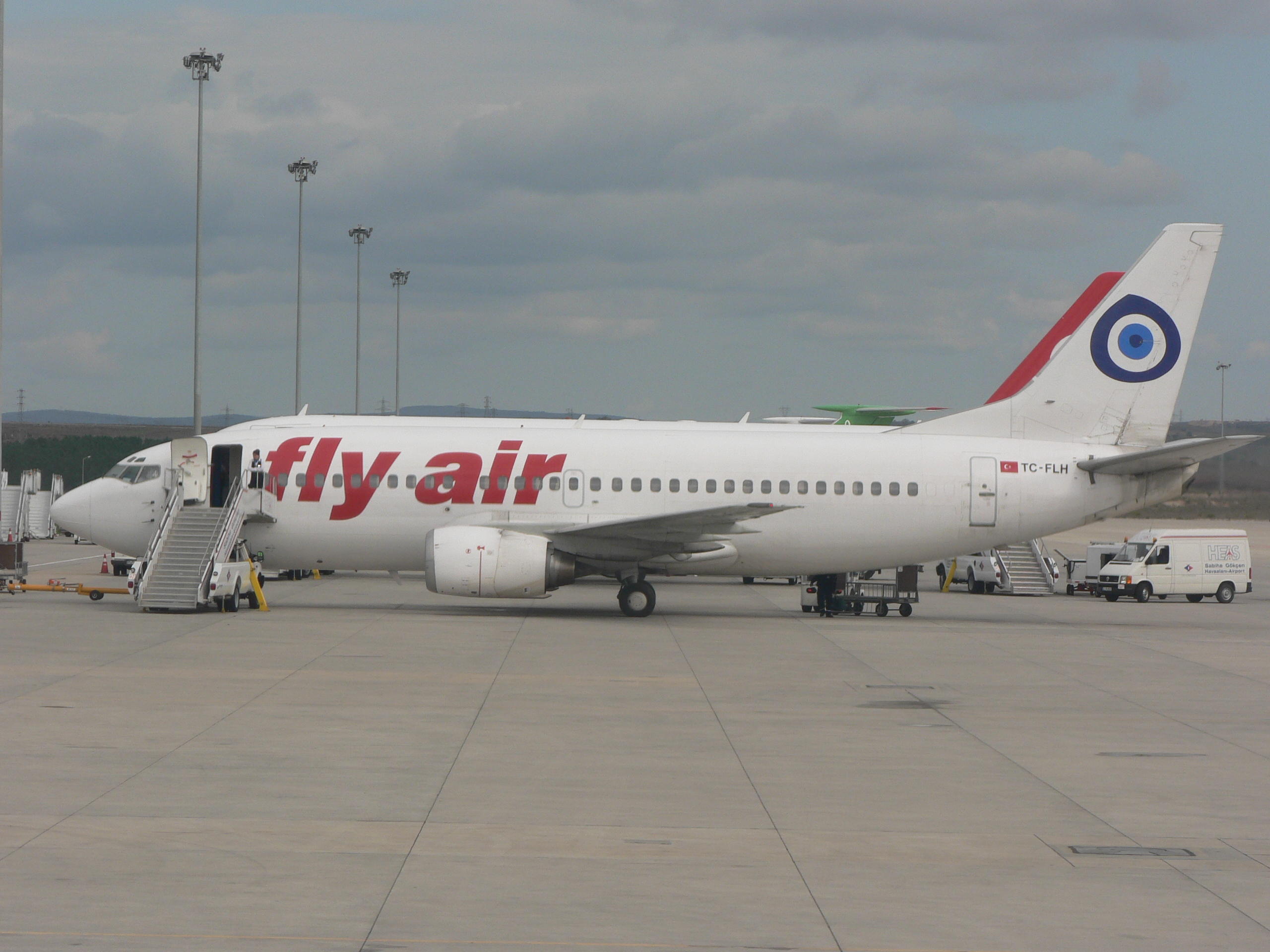
Flygplan från Fly Air

Fly Air (turkiska:Fly Havayolu Taşımacılık A.Ş.) var ett turkiskt flygbolag som grundades år 2002 och gick i konkurs i januari 2007. Det hade bas på Istanbul Atatürks flygplats i Istanbul.

## Flotta
Fly Air hade i maj 2007 följande flygplan:
- 1 Airbus A300B2
- 2 Airbus A300B4